# Paulino Monsalve
Paulino Monsalve Ballesteros (Madrid, 30 de octubre de 1958-12 de abril de 2024) fue un jugador de hockey sobre hierba español. Su logro más importante fue una medalla de plata en los juegos olímpicos de Moscú 1980 con la selección de España, siendo esta su única participación en unos Juegos Olímpicos.

## Biografía
Hijo de Paulino Monsalve Gurrea y de María Soledad Ballesteros Melgar, bisnieta a su vez de la marquesa de Argelita, Hipólita Fernández de Córdoba y Bernaldo de Quirós.